# Causeway
Causeway è un film del 2022 diretto da Lila Neugebauer.

## Trama
Lynsey, un soldato statunitense, subisce un trauma cranico dopo un'esplosione in Afghanistan che la costringe a tornare a casa a New Orleans. Fatica per tornare alla sua vita quotidiana con sua madre mentre aspetta di poter tornare a combattere per star lontana da casa. Il suo medico è riluttante a firmare la sua rinuncia a tornare poiché ritiene che il trauma abbia un forte legame con la sua depressione. Man mano che migliora con la riabilitazione, Lynsey diventa amica di James, un meccanico di automobili, che ha anche un trauma fisico e mentale dopo un incidente d'auto in cui suo nipote è rimasto ucciso sul Lake Pontchartrain Causeway.
Causeway, il titolo del film, è una metafora dei viaggi dei personaggi nel film in quanto potrebbe essere "terrificante attraversarlo quando ci sei sopra, non puoi vedere".

## Produzione
Nell'aprile 2019 viene annunciato che Jennifer Lawrence e Brian Tyree Henry si erano uniti al cast di un film drammatico, allora senza titolo, con Lila Neugebauer alla regia e Elizabeth Sanders alla sceneggiatura.
La produzione è iniziata nell'estate del 2019 a New Orleans, ma è stata ritardata a causa dell'uragano Barry. La produzione è in seguito ripresa a marzo 2020, ma è stata nuovamente ritardata a causa della pandemia di COVID-19 ed è stata completata nell'estate del 2021.

## Distribuzione
Nel luglio 2022 viene annunciato che Apple TV+ avrebbe distribuito il film.
Il film è stato presentato in anteprima mondiale al Toronto International Film Festival il 10 settembre 2022. La prima europea si è tenuta l'8 ottobre 2022 al BFI London Film Festival. È stato inoltre presentato alla Festa del Cinema di Roma nell'ottobre dello stesso anno. Ha avuto una distribuzione limitata nelle sale statunitensi il 28 ottobre 2022, ed è stato distribuito su Apple TV+ il 4 novembre 2022.

## Accoglienza

### Critica
Sull'aggregatore Rotten Tomatoes, il film ha un indice di gradimento dell'87% basato su 98 recensioni, con una valutazione media di 7,10 su 10. Il consenso della critica del sito web recita: "Causeway dà uno sguardo potentemente sommesso agli effetti persistenti del trauma, guidato dalle avvincenti performance di Jennifer Lawrence e Brian Tyree Henry". Su Metacritic, il film ha un punteggio di 65 su 100 basato su 31 recensioni, che indicano "recensioni generalmente favorevoli".

## Riconoscimenti
- 2023 - Premio Oscar[11]
  - Candidatura per il miglior attore non protagonista a Brian Tyree Henry
- 2023 – Critics' Choice Awards[12]
  - Candidatura per il miglior attore non protagonista a Brian Tyree Henry
- 2023 – Independent Spirit Awards[13]
  - Candidatura per la miglior performance non protagonista a Brian Tyree Henry
- 2022 – Gotham Independent Film Awards[14]
  - Candidatura per la miglior performance non protagonista a Brian Tyree Henry
- 2022 – Festa del Cinema di Roma[15]
  - Premio miglior opera prima a Lila Neugebauer